# Parafia św. Stanisława Biskupa i Męczennika w South Deerfield
Parafia św. Stanisława Biskupa i Męczennika w South Deerfield (ang. St. Stanislaus Bishop & Martyr's Parish) – parafia rzymskokatolicka  położona w South Deerfield, Massachusetts, Stany Zjednoczone.
Była ona jedną z wielu etnicznych, polonijnych parafii rzymskokatolickich w Nowej Anglii.
Nazwa parafii jest związana z patronem św. Stanisławem ze Szczepanowa.
Ustanowiona w 1908 roku.
Parafia została zamknięta w 2009 roku.